# Zdenko Rybka
Zdenko Rybka (fl. XX secolo) è stato uno schermidore cecoslovacco, vincitore di una medaglia di bronzo ai campionati mondiali di scherma.